# ボストニアン (映画)
『ボストニアン』（The Bostonians）は、ジェームズ・アイヴォリー監督による1984年の映画である。ヘンリー・ジェイムズの小説『ボストンの人々』を原作としている。出演はヴァネッサ・レッドグレイヴ、クリストファー・リーヴ、マデリーン・ポッター、ジェシカ・タンディらである。
アカデミー賞には主演女優賞と衣裳デザイン賞にノミネートされた。

## あらすじ
1875年ボストン。オリーヴ・チャンセラーは、女性解放運動の熱心な活動家。弁護士のいとこベイジル・ランサムとある夜、共に出席した会合で、演説に天賦の才がある若い魅力的な女性ヴェレナ・タラントと出会う。オリーヴは強くヴェレナに興味を持ち、その雄弁さを自分達の運動に役立ててほしいと口説く。オリーヴの熱意溢れる教育の成果で、次第にヴェレナも活動にのめり込んでいった。同時にオリーヴとの関係も、一心同体と言えるほど深まっていくが…。

## キャスト
- ベイジル・ランサム　クリストファー・リーヴ
- ヴェレナ・タラント　ヴァネッサ・レッドグレイヴ
- オリーヴ・チャンセラー　ジェシカ・タンディ
- マデリーン・ポッター
- ナンシー・マーシャン
- ウェズリー・アディ（英語版）
- バーバラ・ブリン（英語版）
- リンダ・ハント
- チャールズ・マッコーハン（英語版）
- ナンシー・ニュー
- ジョン・ヴァン・ネス・フィリップ
- ウォーレス・ショーン

## 受賞とノミネート
| 賞                   | 部門                    | 候補者                                 | 結果       |
| -------------------- | ----------------------- | -------------------------------------- | ---------- |
| アカデミー賞         | 主演女優賞              | ヴァネッサ・レッドグレイヴ             | ノミネート |
| アカデミー賞         | 衣裳デザイン賞          | ジェニー・ビーヴァン、ジョン・ブライト | ノミネート |
| 全米映画批評家協会賞 | 主演女優賞              | ヴァネッサ・レッドグレイヴ             | 受賞       |
| ゴールデングローブ賞 | 主演女優賞 (ドラマ部門) | ヴァネッサ・レッドグレイヴ             | ノミネート |
| 英国アカデミー賞     | 衣裳デザイン賞          | ジェニー・ビーヴァン、ジョン・ブライト | ノミネート |